# Шенинген
Шенинген (њем. Schöningen) град је у њемачкој савезној држави Доња Саксонија. Једно је од 26 општинских средишта округа Хелмштет. Према процјени из 2010. у граду је живјело 12.428 становника. Посједује регионалну шифру (AGS) 3154019.

## Географски и демографски подаци
Шенинген се налази у савезној држави Доња Саксонија у округу Хелмштет. Град се налази на надморској висини од 114 метара. Површина општине износи 35,4 km². У самом граду је, према процјени из 2010. године, живјело 12.428 становника. Просјечна густина становништва износи 351 становника/km².

## Међународна сарадња
| Мјесто  | Држава    | Врста сарадње | Од    |
| ------- | --------- | ------------- | ----- |
|         | Финска    | партнерство   | 2008. |
| Золочив | Украјина  | партнерство   | 1996. |
|         | Тунис     | партнерство   | 1995. |
|         | Француска | контакт       | 2000. |
| Извор   |           |               |       |